# Албас (приток Лебеди)
Албас — река в России, протекает в Турочакском районе Республики Алтай.
Берёт начало на северо-востоке от хребта Тобр. Устье реки находится на левом берегу Лебеди в 124 км от устья. Длина реки — 11 км.
Система водного объекта: Лебедь → Бия → Обь → Карское море.

## Данные водного реестра
По данным государственного водного реестра России относится к Верхнеобскому бассейновому округу, водохозяйственный участок реки — Бия, речной подбассейн реки — Бия и Катунь. Речной бассейн реки — (Верхняя) Обь до впадения Иртыша.
Код объекта в государственном водном реестре — 13010100212115100000526.